# Volkan Bozkır
Volkan Bozkır (Ankara, 22 de noviembre de 1950) es un diplomático y político turco que ocupó el cargo de Ministro de Asuntos de la Unión Europea desde noviembre de 2015 hasta mayo de 2016, habiendo trabajado anteriormente desde agosto de 2014 hasta agosto de 2015. Al mismo tiempo, se desempeñó como Negociador Jefe para la Adhesión de Turquía a la Unión Europea durante el mismo periodo.
Fue elegido Presidente de la Asamblea General de las Naciones Unidas el 17 de junio de 2020 para la 75.ª sesión, convirtiéndose en el primer diplomático turco en ocupar este cargo.

## Trayectoria
Volkan Bozkır nació en Ankara, Turquía. Se graduó de la Facultad de Derecho de la Universidad de Ankara. Habla inglés y francés con fluidez.
Ha sido miembro del parlamento del segundo distrito electoral de Estambul desde las elecciones generales de 2011. Volkan Bozkır es un diplomático de carrera y acusado de la posición turca con respecto al genocidio armenio, pero también de sus leyes antiterroristas. Aunque era el ministro turco para la Unión Europea (UE) y también el principal negociador en las conversaciones de adhesión de Turquía a la UE, negó que existiera un genocidio armenio. Después de que la UE emitiera un borrador para el informe de progreso de Turquía en 2015, incluyendo una demanda de que Turquía aceptara que existía un genocidio armenio, declaró que Turquía no respondería a un informe de la UE que contenga el término genocidio. También en 2015, criticó al Papa Francisco por incluir el término Genocidio en un sermón que celebró en una misa en la basílica de San Pedro en Roma.. Como la UE exigió que Turquía adapte sus regulaciones antiterroristas de acuerdo con las normas de la UE. Bozkır se opuso a la demanda afirmando que las regulaciones de las leyes antiterroristas ya están en línea con las demandas de la UE. Cuando el Parlamento de la UE votó a favor de la suspensión de las conversaciones de adhesión en marzo de 2019, Bozkır, como jefe de la comisión de asuntos exteriores de la Gran Asamblea Nacional de Turquía, condenó la votación.
El 17 de junio de 2020 fue elegido presidente de la 75 Asamblea General de las Naciones Unidas, que se celebrará en septiembre de 2020 como candidato único con el apoyo unánime de los 178 Estados miembros de la ONU que estuvieron presentes en la votación que se llevó a cabo. por votación secreta.   Armenia, Grecia y Chipre, aunque inicialmente apoyaron, luego decidieron oponerse a la candidatura, supuestamente debido a conflictos diplomáticos.